# Kapelníkův rybník
Kapelníkův rybník (též Kapelunk) je splavovací nádrž (klauzura) v Novohradských horách, zhruba 1,5 km vsv. od Pohoří na Šumavě. Nachází se na Lužnici, na západním svahu Tischbergu v nadmořské výšce 898 m. Má rozlohu 6,35 ha. V letech 2016 – 2017 provedly Lesy ČR celkovou rekonstrukci nádrže.